# Zeckendorf Towers
Zeckendorf Towers, auch One Irving Place und One Union Square East, ist ein Wohnkomplex in Manhattan in New York City, Vereinigte Staaten. Die Wohnanlage, in deren Sockel sich auch Büros befinden, fällt durch seine vier gleichhohen 29-stöckigen Türme auf, die jeweils eine Höhe von 105,2 Meter (345 Fuß) haben. Das Bauwerk wurde 1987 fertiggestellt.

## Beschreibung

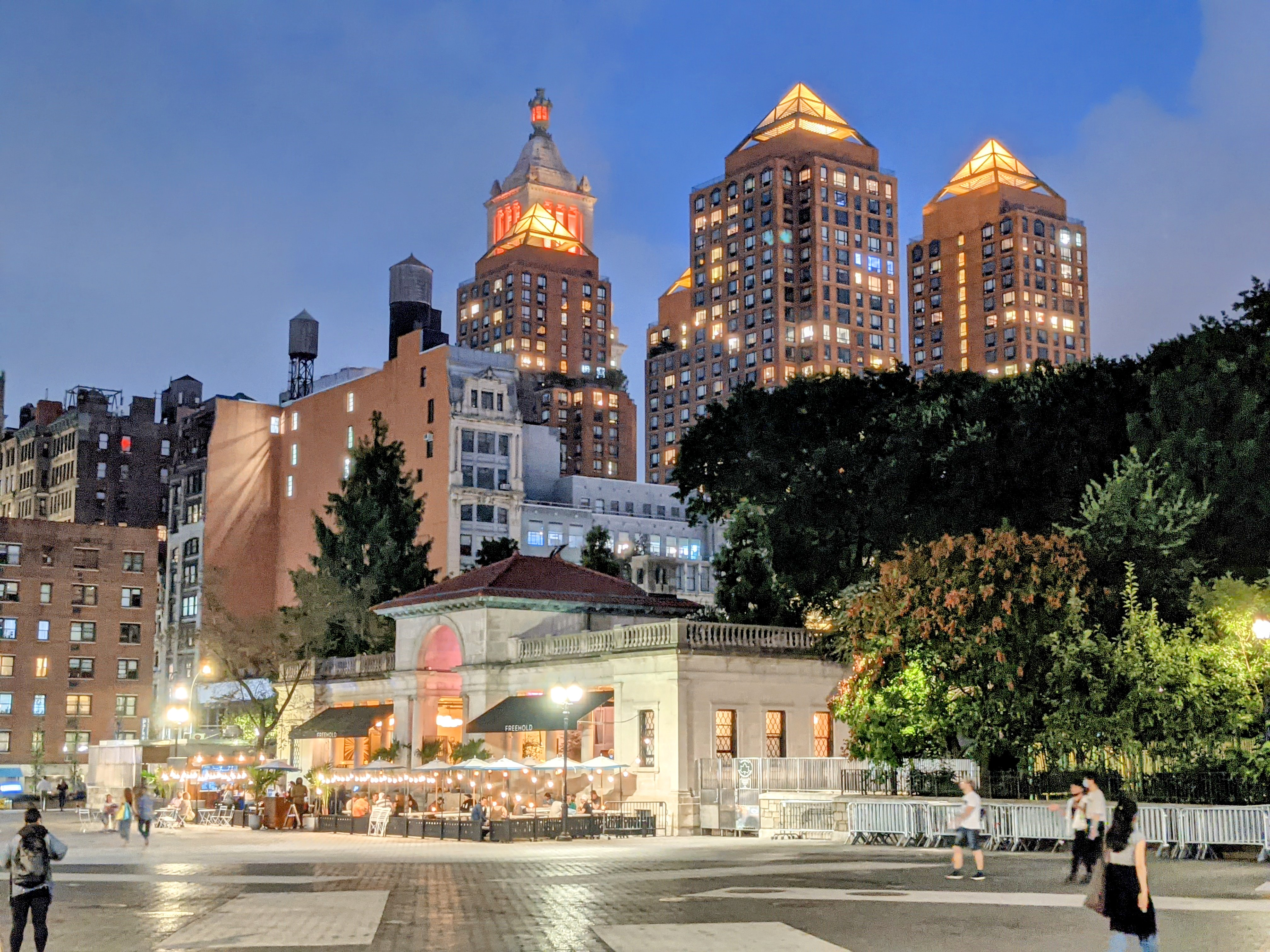
Die beleuchteten Pyramidendächer am Abend

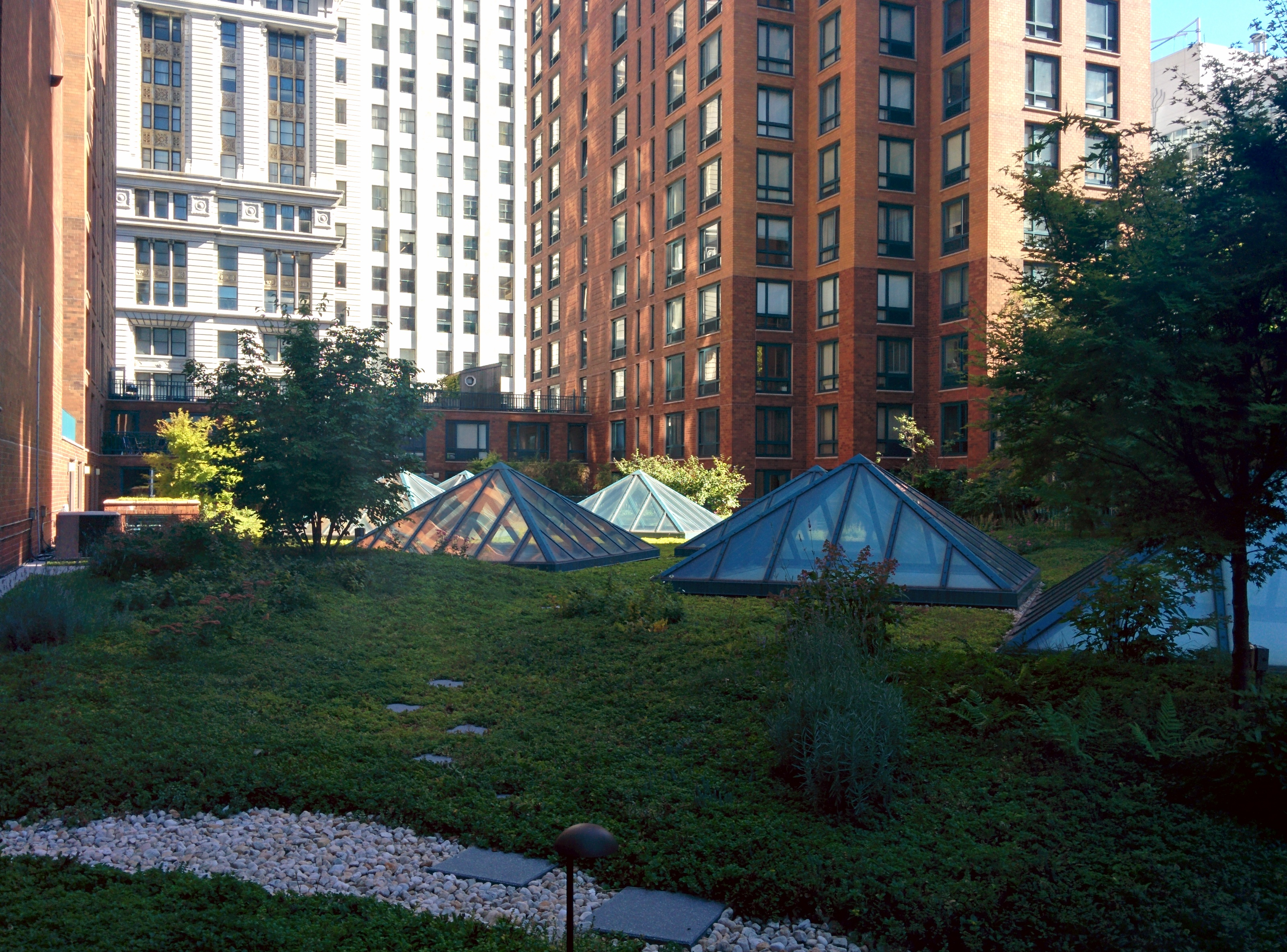
Das „Green Roof“ zwischen den Türmen

Der Wohnkomplex Zeckendorf Towers befindet sich an der Südostecke vom Union Square im gleichnamigen District am Südrand von Midtown Manhattan. Er nimmt einen ganzen Block ein, der von der East 15th Street im Norden, der Irving Place im Osten, der East 14th Street im Süden und der Union Square East begrenzt ist. An der Fassade des gegenüberliegenden Apartmenthauses One Union Square South befindet sich eine große digitale Climate Clock.
Die vier Türme befinden sich an den Ecken einer gemeinsamen rechteckigen siebenstöckigen Basis. Diese setzt sich westlich außerhalb des von den vier Türmen gebildeten Rechtecks dreieckförmig, geschuldet dem kleinen gegenüberliegenden ebenfalls dreieckigen Park „Engel Triangle“, bis zur Kreuzung Union Square East/15th Street fort. Alle vier Türme werden von nachts beleuchteten Pyramidendächern gekrönt. Die Fassade ist mit rotbraunen Ziegelsteinen verkleidet. Die Türen und Fenster im Erdgeschoss, die Fenster in der fünften Etage des Sockels sowie die Fenster in den 27. Etagen in den Türmen besitzen trapezförmige Oberlichter. Auf den nach innen gerichteten 19-stöckigen Absätzen aller vier Türme sind für die Bewohner teils begrünte Terrassen angelegt.
Die Wohnanlage beherbergt 645 Wohnungen, die sich überwiegend in den Etagen 8 bis 27 befinden, die Etagen 28 und 29 enthalten technische Einrichtungen. Im Erdgeschoss ist Einzelhandel und in den Stockwerken darüber bis zur siebten Etage sind Büros untergebracht.
Zwischen den Türmen befindet sich auf der Basis eine 1300 m² große Dachterrasse mit Grünanlagen, was es damit zum größten „Green Roof“ New Yorks macht. Der Garten wurde 2010 im Rahmen von Michael Bloombergs Grüner Kampagne angelegt.

## Geschichte
Zeckendorf Towers wurde mit der Renaissance des Union Square Parks Ende der 1980er Jahre erbaut. Von den Architekten Davis, Brody & Associates entworfen, benannte man die Wohnanlage nach dem bekannten Immobilienmakler William Zeckendorf (1905–1976). Das Gebäude wurde auf dem Platz erbaut, auf dem sich vorher unter anderem das Kaufhaus S. Klein und das alte Union Square Hotel befanden. Während des Baus beschäftigte sich die Landmarks Preservation Commission intensiv mit der Umgebung und stellte mehrere Gebäude um die Towers unter Denkmalschutz, wie beispielsweise auch das Union Square Hotel. Der Bau war eines der wichtigsten Stadtentwicklungsprojekte der 1980er Jahre.
Um das Projekt zu realisieren, wurde das Grundstück neu eingegrenzt, was auf Widerstand seitens der Neumieter stieß, die sich Gefahren erhöhender Mieten und Preise ausgesetzt sahen. Ursprünglich wurde das Projekt mit nur einem Turm geplant, weil dies anfangs schöner in den Stadtkontext passen sollte. Man entschied sich am Ende jedoch für die vier Türme.